# Чернава (Грязовецький район)
Черна́ва (рос. Чернава) — присілок у складі Грязовецького району Вологодської області, Росія. Входить до складу Перцевського сільського поселення.

## Населення
Населення — 10 осіб (2010; 15 у 2002).
Національний склад (станом на 2002 рік):
- росіяни — 93 %